# Национальный день Каталонии
Национальный день Каталонии (кат. Diada Nacional de Catalunya) — отмечается ежегодно 11 сентября в память годовщины окончания осады Барселоны 1714 года — последнего сражения войны за испанское наследство, которая обернулась для каталонцев утратой автономии. В наказание за поддержку, в том числе военную, каталонским дворянством эрцгерцога Карла VI в его стремлении получить Испанский трон, фактический победитель битвы и войны король Испании Филипп V (в то время герцог Анжуйский) упразднил все права и привилегии Королевства Арагона и Каталонии, которое прекратило своё существование.
В 1980 году возобновивший деятельность Женералитет Каталонии (автономное правительство) своим первым решением провозгласил 11 сентября Диадой (кат. La Diada) — Национальным днем Каталонии.
Националистически настроенные каталонские организации и политические партии традиционно возлагают цветы к памятнику Рафаэля Касановы в Барселоне, который сыграл большую роль во время осады Барселоны в 1714 году, возглавив на заключительном её этапе силы городской самообороны Барселоны от французско-испанской армии и, стал одним из «столпов» каталонского национализма.
На протяжении дня происходят разнообразные политические акции, демонстрации, концерты и праздничные мероприятия. Многие горожане Барселоны цепляют на одежду полоски с национальной символикой, на балконах вывешивают национальные каталонские флаги.